# Bothrigg Burn
Der Bothrigg Burn ist ein Wasserlauf in Cumbria, England. Er entsteht südwestlich des Long Crag als Antonstown Burn aus drei unbenannten Zuflüssen. Er fließt in westlicher Richtung, um sich nach Mündung des Crew Burn eine südwestliche Richtung einzunehmen, in der er bis zu seiner Mündung in den White Lyne fließt.